# Schloss Wischenhofen

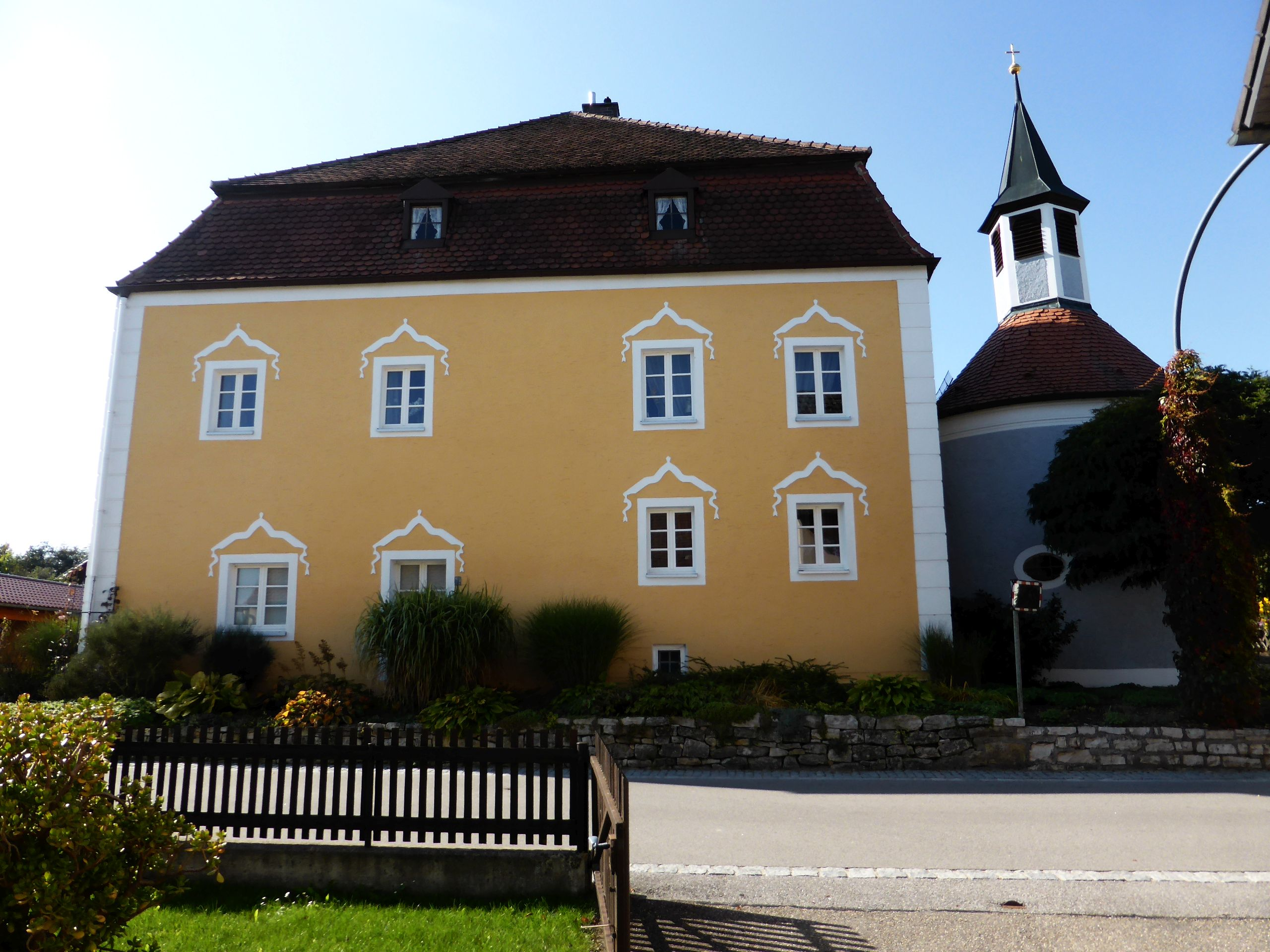
Schloss Wischenhofen mit Schlosskapelle

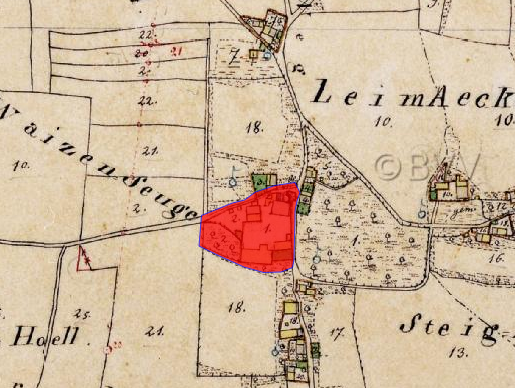
Lageplan von Schloss Wischenhofen auf dem Urkataster von Bayern

Das Schloss Wischenhofen liegt im Ortsteil Wischenhofen von Duggendorf im Oberpfälzer Landkreis Regensburg von Bayern (Hochdorfer Straße 13). Die Anlage ist unter der Aktennummer D-3-75-131-18 als denkmalgeschütztes Baudenkmal von Wischenhofen verzeichnet. Ebenso wird sie als Bodendenkmal unter der Aktennummer D-3-6837-0246 im Bayernatlas als „archäologische Befunde des Mittelalters und der frühen Neuzeit im Bereich des ehem. Hofmarksschlosses und der Kath. Filialkirche St. Philipp und Jakob, ehemals Schlosskapelle, in Wischenhofen“ geführt.

## Geschichte
Wischenhofen wird erstmals 1170 erwähnt. Damals erscheint in den Annalen ein Konrad von Lupburg, der dem Kloster Weihenstephan ein Gut bei Wischenhofen übergibt.
Ab 1504 sind die Besitzer der Hofmark bekannt: Von 1504 bis 1540 sind hier die Graßenhütter angesiedelt, genannt werden Lienhart Graßenhütter, Bürger von Kallmünz (1504), Hans Graßenhütter und Leonhard Euchar Graßenhütter (1540). 1541 kommt die Hofmark in den Besitz des Christoph von Prand, dem ein Jakob Kastner, Bürger zu Regensburg, die Hofmark 1549 abkauft. 1552 folgen dessen Erben. 1559 sind eingetragen Jörg Hirschaider, Leonhard Kastner, Caspar Mayr und Martin Walder, Münzmeister zu Regensburg. 1565 kauft Hans Christoph Prand Wischenhofen von dem Caspar Mayr. 1568 folgt Lukas Prehm von Regensburg und dessen Ehefrau Agnes.
Dann folgen ab 1573 die Drechsel von Teufstetten. Der erste ist Walther Drechsel, Kanzler zu Neuburg, dann dessen Sohn Philipp Walther Drechsel (1596, † 1621) und dann dessen Ehefrau Anna Katharina Welser von Stepperg, für ihre drei Söhne Hans Wolf, Walter und Dietrich (Vormund war Philipp Ludwig Erlbeck von Etterzhausen). 1655 ist hier Dietrich Walther Drechsel genannt, ihm folgt Wolf Heinrich Drechsel (1673, Neffe des Dietrich Walther). Dann folgt Wolf Michael Drechsel (1700, bayerischer Hauptmann) und auf ihn Wolf Baltahsar Drechsel (1713, Oberstleutnant) bzw. seine Witwe Johanna de Gustin se fuc (1721). 1738 kam der Besitz im Kaufweg an Joseph (P)Bachner von Eggenstorff, einen Mannheimer Regierungsrat. Seine Tochter verehelichte sich mit einem Graf Closen von Arnstorf. 1782 war deren Tochter Agnes Gräfin Closen von Arnstorff bzw. ihr Vormund Josef Freiherr von Oberndorf zu Regldorf hier Eigentümerin. Von den Closens ging der Besitz auf dem Heiratsweg an den Carl Josef Freiherrn von Oexle auf Freudenberg über. Agnes wurde geschieden und heiratete dann den Graf von Königsfeld. 1809 kam Wischenhofen an Baron Johann Christoph von Aretin. Dieser wirkte wesentlich an der Säkularisation Bayerns mit und erwarb in diesem Zuge auch das Schloss Münchshofen und Rinnenthal.
1831 kam das Schloss in nicht-adlige Hände, und den Besitz teilten sich drei Familien. Erst 2001 konnten Robert und Maria Solleder die anderen Teile erwerben, und so kam das Schloss wieder in eine Hand.

## Baulichkeit
Das Schloss und die dazugehörige Schlosskirche wurden im Dreißigjährigen Krieg zerstört und gegen Ende des 17. Jahrhunderts wieder aufgerichtet.
Das Schloss ist ein zweigeschossiger Bau, der aus dem 17. Jahrhundert stammt und mit einem Mansarddach aus dem 18. Jahrhundert ausgestattet ist. Seitlich angebrachte Lisenen geben dem Gebäude einen Rahmen, ebenso sind die Fenster mit Lisenen und darüber liegenden Mauerblenden versehen. Im Untergeschoss befinden sich Kreuzgewölbe.
Ab 2001 wurde das Schloss renoviert; für die Renovierung wurde das Besitzerehepaar Robert und Maria Solleder mit dem zweiten Platz des Denkmalschutzpreises 2009 des Landkreises Regensburg geehrt.